# St. Margaretha (Woffenbach)

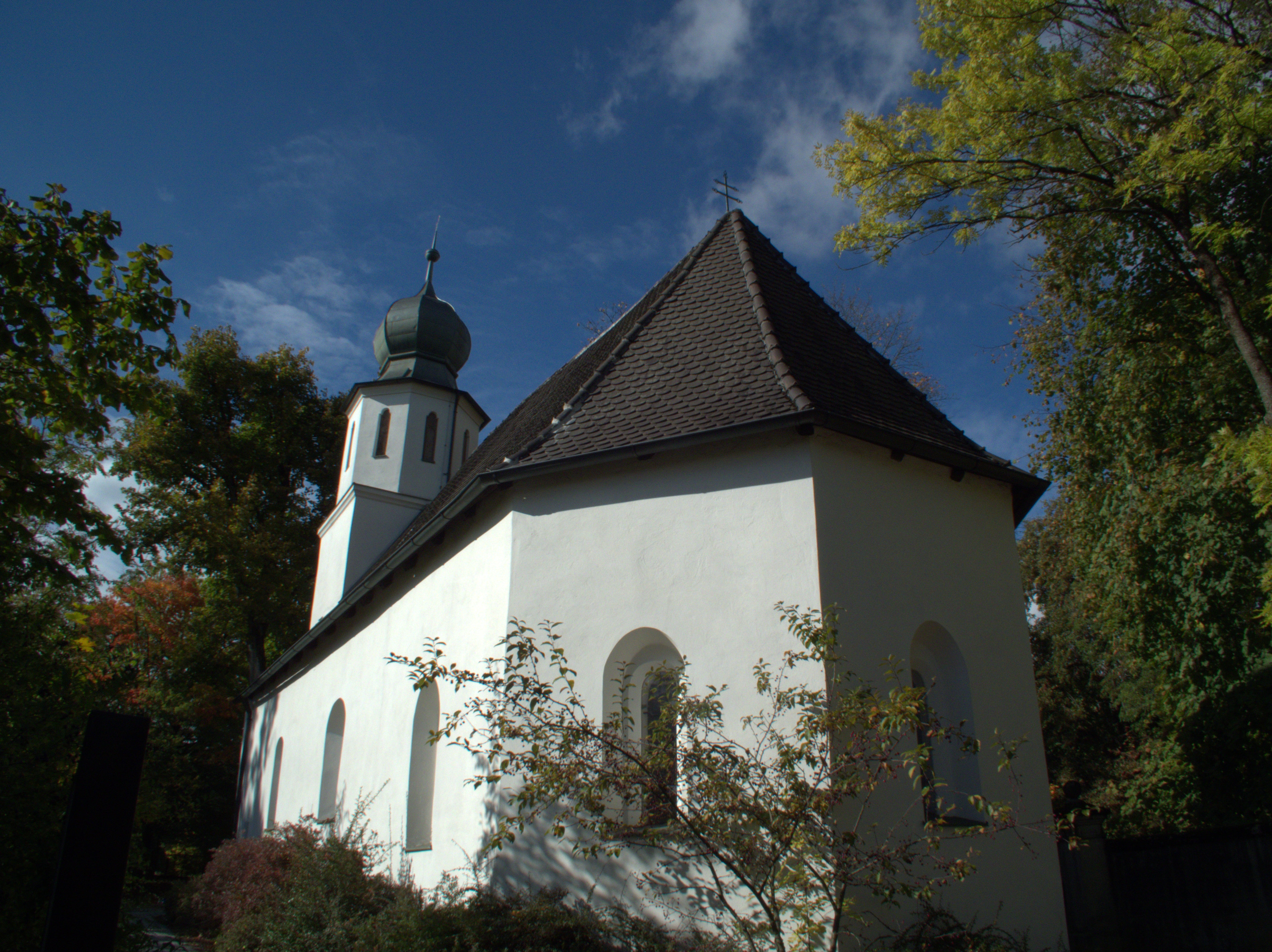
St. Margaretha (Woffenbach)

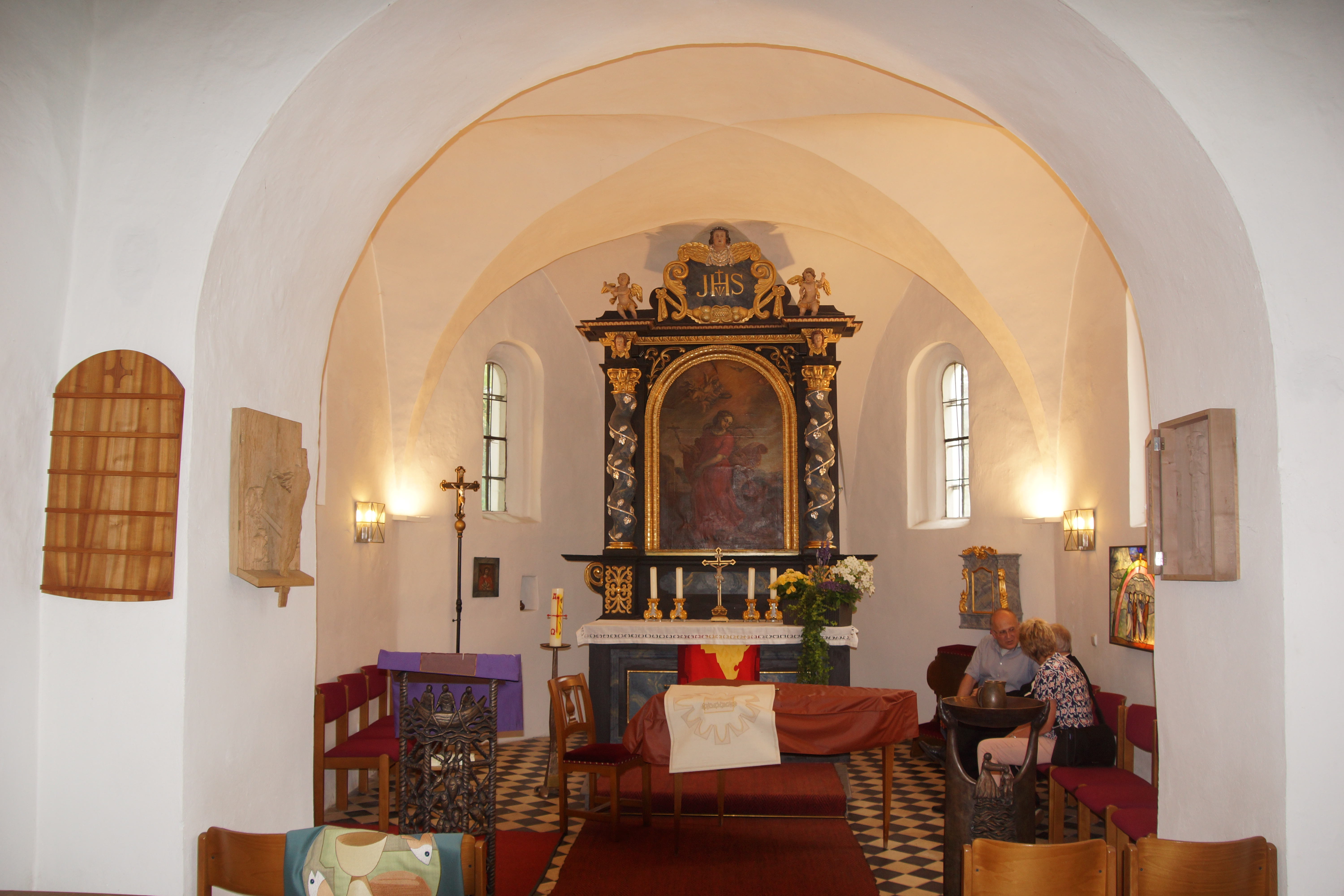
Altarraum

Die evangelisch-lutherische, denkmalgeschützte ehemalige Schlosskirche St. Margaretha steht in Woffenbach, einem Gemeindeteil der Großen Kreisstadt Neumarkt im Landkreis Neumarkt in der Oberpfalz. Die Kirchengemeinde gehört zum Dekanat Neumarkt in der Oberpfalz im Kirchenkreis Regensburg der Evangelisch-Lutherischen Kirche in Bayern. Das Bauwerk ist unter der Denkmalnummer D-3-73-147-95 als Baudenkmal in die Bayerische Denkmalliste eingetragen.

## Beschreibung
Die 1680 auf alten Grundmauern errichtete Saalkirche besteht aus einem Langhaus, einem gleich breiten, dreiseitig geschlossenen Chor im Osten und einem Fassadenturm im Westen, der mit einem achteckigen Geschoss aufgestockt und mit einer Zwiebelhaube bedeckt wurde. 
Der Innenraum des Langhauses ist mit einer Kassettendecke überspannt, der des Chors mit einem Kreuzgratgewölbe. Zur Kirchenausstattung gehört ein Altar aus der Mitte des 17. Jahrhunderts, auf dessen Altarretabel die heilige Margareta dargestellt ist.